# 사크리스 토펠리우스

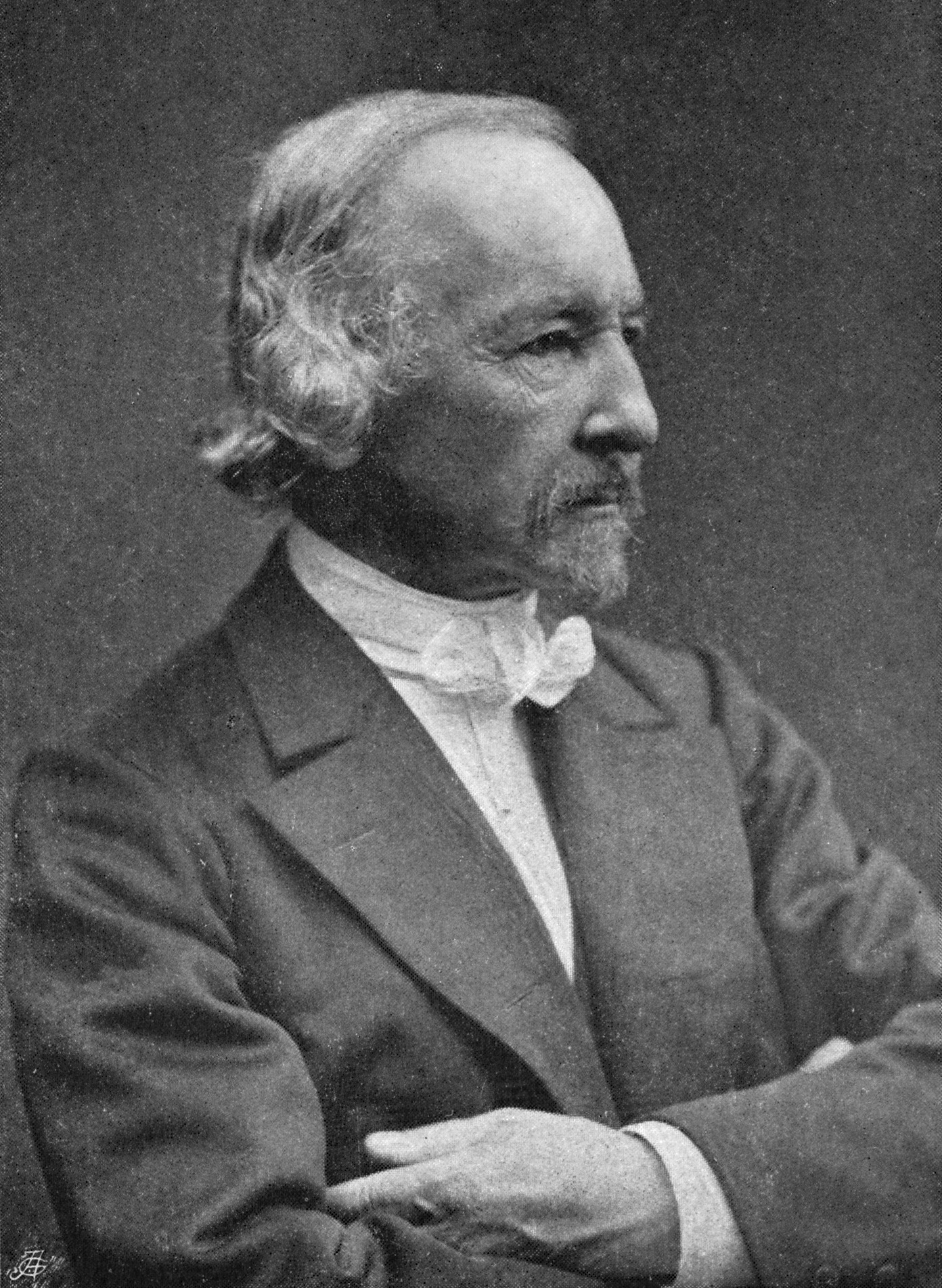

사크리스 토펠리우스(스웨덴어: Zachris Topelius, 1818년 1월 14일 – 1898년 3월 12일)는 핀란드의 시인·소설가이다.
일찍부터 프랑스, 영국의 낭만주의 문학에 뜻을 두고 1841년 이후 애국적·국민적인 시를 썼는데 당시 핀란드는 러시아의 영토였기 때문이었다. 더구나 자국어는 아직 문학어로서 완성되어 있지 않았기 때문에 그는 스웨덴어(語)를 썼다. 1854년 토펠리우스는 역사학 교수가 되었고 역사소설 <군(軍) 외과의사의 이야기>(1853-67)를 발표했는데 이 소설의 성공에 의해 그는 핀란드 문학의 시조가 되었다.
그는 또 8권의 동화집 <아이들을 위한 독본>(1865-96)으로 세계적인 명성을 떨쳤다. 극작으로는 <엠메리츠의 여왕>(1854)이 있다.
그러나 이러한 작품활동으로 핀란드 문학을 창시했고 아동문학에 큰 공헌을 세운 한편, 문학으로서는 너무나 낭만적이어서 인간심리의 묘사가 결여되어 있다는 평가를 받기도 한다.